# کاروانسرای طور
کاروانسرای طور مربوط به دوره صفوی است و در شهرستان گلپایگان، بخش مرکزی، روستای در واقع شده و این اثر در تاریخ ۳۰ تیر ۱۳۸۴ با شمارهٔ ثبت ۱۲۲۳۶ به‌عنوان یکی از آثار ملی ایران به ثبت رسیده است.